# Kambodjas damlandslag i volleyboll
Kambodjas damlandslag i volleyboll representerar Kambodja i volleyboll på damsidan. Laget organiseras av Kambodjas volleybollförbund (khmer: សហព័ន្ធកីឡាបាល់ទះនៃកម្ពុជា, franska: Fédération de Volleyball du Cambodge). Laget kom trea i volleybollturneringen vid asiatiska spelen 1970.

### Fotnoter
1. ↑  ”iGames - Cambodia 2023” (på engelska). Sydostasiatiska spelen 2023. https://games.cambodia2023.com/#gameresult. Läst 28 maj 2023.
2. ↑  Preechachan (15 maj 2023). ”EMBATTLED THAILAND PUT IT PAST DETERMINED VIETNAM IN THRILLING SHOWDOWN TO RETAIN THEIR SEA GAMES TITLE” (på engelska). Asian Volleyball Confederation. https://asianvolleyball.net/new/embattled-thailand-put-it-past-determined-vietnam-in-thrilling-showdown-to-retain-their-sea-games-title/. Läst 28 februari 2024.